# Flávia Muniz
Flávia Muniz (Franca, 3 de setembro de 1956) é escritora e pedagoga brasileira dedicada à literatura para crianças, adolescentes e jovens adultos.

## Biografia
Flávia Muniz formou-se em Pedagogia e Orientação Educacional pela PUC de São Paulo e atuou como pedagoga, coordenadora pedagógica e orientadora educacional acumulando vários anos de experiência no trabalho junto às crianças da Educação Infantil e do Ensino Fundamental. Editora do mercado de publicações por mais de 25 anos, fez parte dos grupos Abril, Moderna/Santillana e FTD Educação.
Em 1984, lançou seu primeiro livro pela Editora Moderna, Fantasma só faz buuu!  passando, desde então, a dedicar-se à literatura infantil. O livro Rita, não grita!, publicado em 1985, foi selecionado pela FAE e ganhou presença nas bibliotecas da rede pública. Criou vários roteiros para o programa Bambalalão na TV Cultura de São Paulo em 1989. Nesse mesmo ano, dois de seus livros receberam indicação para o Prêmio Jabuti de Melhor Livro Infantil: Brincadeira de Saci (Editora Scipione) e O tubo de cola (Ed. Moderna).
Em 1991, lançou seu primeiro livro para o público juvenil – Viajantes do Infinito e foi com esta obra ganhou o Prêmio APCA de Melhor Livro Juvenil . Em 1995 publica Os Noturnos, novela vampiresca para jovens. A obra figura como uma das mais lidas nas bibliotecas públicas municipais, segundo a revista Veja SP.. Na Editora Abril, criou e editou revistas de atividades como Alegria e Companhia,  Barbie, produtos com personagens licenciados pela Disney, Looney Tunes, Trapalhões, Ziraldo, livros de RPG, além de livros de referência, toy books, revistas em quadrinhos de super-heróis . Após 20 anos de dedicação à literatura infantojuvenil, superou em 2005 a marca de 3 milhões de livros vendidos .
Em 2012, dois de seus livros foram selecionados para o PNBE, Sabido e Danado e Toma lá, dá cá.
Em 2015, o livro O Jogo do Vai e Vem (Editora FTD) foi finalista do Prêmio Jabuti na Categoria Digital Infantil.
Em 2016 lança o romance de fantasia dark para jovens adultos, O Manto Escarlate, pela SESI Editora, ocasião em que comemorou mais de 30 anos dedicados à literatura.
Em 2017, pela Editora FTD Educação, também nasce o projeto acalentado por mais de 8 anos, desde sua concepção à realização! Uma homenagem ao cinema mudo, às belas histórias criadas pelo ídolo de infância da autora, Charles Chaplin. O resultado foi um belo livro onde memória e afeto se unem à arte e ao cotidiano de uma família, fazendo despertar na jovem protagonista a admiração pelas histórias narradas pelo famoso artista, cineasta, ator e diretor Charles Chaplin e seu personagem inesquecível, Carlitos.
Atualmente a autora dedica-se à literatura, à criação de livros didáticos, edita livros para crianças e jovens, participa de projetos de incentivo à leitura e realiza encontros com professores e leitores da rede de ensino púbica e particular..
No site Fantasmagorias, administrado pelo personagem Blogueiro Fantasma, os leitores/estudantes podem enviar para publicação seus textos de fantasia, terror e ficção científica. Trata-se de incentivar a imaginação e escrita de contos pelos leitores da obra Fantasmagorias, publicada pela Editora Moderna.

## Obras da autora
- Fantasma só faz buuu! [11] - 1984 - Editora Moderna - ISBN 8516040844
- Rita, não grita! - 1985 - Editora Melhoramentos - ISBN 8506044634
- Uma sombra em ação [12] - 1985 - Editora Moderna - ISBN 8516031128
- Mais pra lá do Quiparacá- Editora do Brasil  - 1986
- Alô, Alô! -  Editora do Brasil - 1986 - ISBN 8510003793
- A Caixa Maluca [13] - 1987 - Editora Moderna - ISBN 8516032671
- Tico-Tico no sofá - 1987 - Editora Moderna - ISBN 8516001032
- O Tubo de Cola [14] - 1988 - Editora Moderna - ISBN 8516040879
- Brincadeira de Saci - 1989 - Editora Scipione - ISBN 8526214837
- Presente de Bruxa - 1990 - Editora Abril Jovem - ISBN 857305218X
- Sabido e Danado - 1991 - Editora Moderna - ISBN 8516004600
- Viajantes do infinito - 1991 - Editora Moderna - ISBN 8516005631
- O Caso Pena Envenenada - 1992 - Editora Lê - ISBN 8532906745
- Julinho, o sapo - 1993 - Editora Moderna - ISBN 8516008746
- Os Noturnos - 1995 e 2005 - Editora Moderna - ISBN 8516036154
- João e Maria (reconto) - 1996 (com Álvaro Muniz) - Editora Moderna - ISBN 8516014312
- Branca de Neve e os Sete Anões (reconto)- 1997 (com Álvaro Muniz) - Editora Moderna - ISBN 8516018202
- Piu, Piu! Miau! Au Au! - 1997 - Editora Moderna - ISBN 8516016366
- Vira e mexe - 1997 - Editora FTD - ISBN 8530501209
- Beto Baguncinha - 2005 - Editora Melhoramentos - ISBN 8506034809
- Manual dos Namorados - 2005 - Editora Salamandra - ISBN 8516046656
- Bichos Incríveis - Coleção Primeiras Histórias - 2005 (com a autora convidada Márcia Kupstas) - Editora Melhoramentos - ISBN 8506044367
- Sallen 777 - Elas Estão de Volta - 2005 (com as autoras Stella Carr e Lais Carr) - Larousse do Brasil - ISBN 857635098X
- O Livro Vermelho dos Vampiros -  (conto: Carpe Diem) - diversos autores - Devir Livraria -  ISBN 8575323431
- Território V - Vampiros em Guerra - (conto: Irresistível) - diversos autores - Editora Terracota -  ISBN 8562370045
- O Livro das Garotas e seus segredos: Agenda 2011 - 2010 - Editora Moderna - ISBN 8516064824
- Coleção Turma da Teca (12 volumes) - 2011 - Editora FTD
- Fantasmagorias - 2011 - Editora Moderna - ISBN 8516071766
- Sabores Incríveis - 2012 - Editora Melhoramentos
- Coleção Hora do Medo - Lobisomens e outros seres da escuridão, O ladrão de órgãos e outras lendas urbanas - 2013 - Panda Books
- O Manto Escarlate - romance dark medieval inspirado nos contos de fadas - 2016 - SESI Editora ISBN 9788550402222
- Charles Chaplin, um tesouro em preto e branco - 2016 - FTD Educação ISBN 9788596009690
- Terror em três atos - contos a partir de premissas inusitadas, em homenagem aos clássicos de terror Drácula, Frankenstein e O retrato de Dorian Gray (com a parceria da autora convidada, Shirley Souza). ISBN 9788550406824